# 桃園捷運公司
25°01′31.1″N 121°13′14.8″E / 25.025306°N 121.220778°E
桃園大眾捷運股份有限公司（簡稱桃園捷運公司）為桃園捷運系統的營運機構，總部設於桃園市，桃園市政府為最大股東。

## 歷史

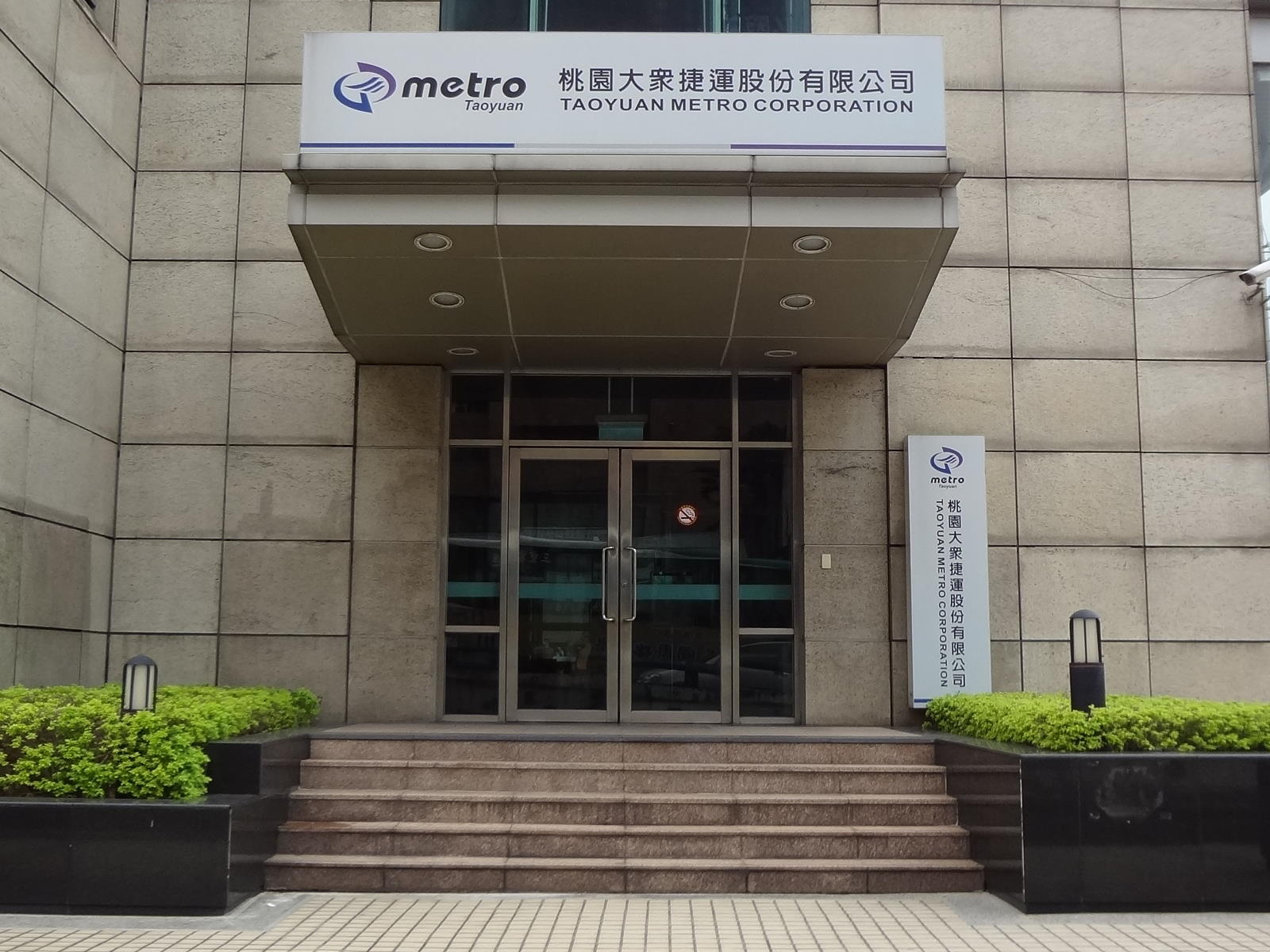
桃園捷運公司總部曾設於中華電信桃園營運處大樓12樓

- 2007年7月10日：中華民國交通部敲定桃園國際機場捷運由臺灣鐵路管理局經營[1]；然而，後續交通部又針對桃園國際機場捷運的經營重啟評估，桃園縣政府、臺北市政府及臺灣鐵路管理局皆爭取經營[2]。2009年9月4日，交通部高速鐵路工程局正式敲定由桃園縣政府負責桃園國際機場捷運的營運[3]，桃園縣政府隨後邀請臺北捷運公司入股、提供經驗與技術[4]。

- 2010年7月6日：「桃園縣大眾捷運股份有限公司」成立，資本額為新臺幣30億元，由臺北市政府、新北市政府、桃園縣政府按照桃園捷運路線的長度比例出資（出資比例依序為6.67％、29.32％、64.01％），並由桃園縣政府主導經營[5]。
- 2011年4月15日：桃園捷運公司總部搬遷至桃園縣桃園市復興路189號12樓（中華電信桃園營運處大樓內）[6]。
- 2014年7月19日：桃園捷運公司總部搬遷至桃園縣大園鄉領航北路四段251號（青埔機廠內）[7]。

- 2014年12月25日：桃園縣改制為桃園市，桃園捷運公司全名改為「桃園大眾捷運股份有限公司」。

- 2017年3月2日：桃園國際機場捷運全線通車營運典禮，桃園捷運公司董事長劉坤億表示，在桃園市市長鄭文燦支持下，桃園捷運公司員工增加到一千多人，並預先接管包括青埔機廠、蘆竹機廠、所有車站、設備等，化被動為主動，快速熟悉運作[8]。

- 2017年5月23日：桃園市議會定期會議，桃園捷運公司公布，實收資本額為新臺幣30億元，至本年2月的資本額為新臺幣12億元，累計虧損新臺幣18億元。劉坤億表示，桃園國際機場捷運營運前虧損確定為新臺幣12.87億元，桃園捷運公司已經向交通部爭取補償[9]。臺北市政府交通局局長張哲揚說，若桃園捷運公司提出增資，在營運狀況改善以前，不要增資比較好[10]。
- 2017年12月7日：《遠見雜誌》「2017遠見服務業滿意度調查」，桃園捷運公司榮獲軌道運輸業第三名[11][12]。
- 2018年1月1日：桃園捷運公司網站改版，擴展中英日韓四種語系。
- 2018年1月9日：桃園捷運公司與開南大學、清華高中簽定三方策略聯盟及產學合作意向書。
- 2021年4月27日，桃園市議員陳美梅、林政賢、周玉琴指出，桃園捷運公司營運四年來每年都有一成員工離職，高層內鬥、工作分配不公導致人才流失。劉坤億回應，高雄捷運公司營運第十年離職率才降到7.3%，桃園捷運公司營運第四年離職率就降為7.3%；35歲以下的桃園捷運公司員工流動率高，離職者多為基層技術員、司機員與領班，離職原因多為考上國營事業或政府單位職缺，也有因生涯規劃或返鄉求職而離職者[13]。
- 2022年9月2日，桃園市議會進行桃園捷運公司工作報告，劉坤億表示，桃園捷運公司自2019冠狀病毒病臺灣疫情爆發以來累計虧損金額新臺幣23億元，加上先前的虧損金額合計約新臺幣34億元，確實如同桃園市議員黃婉如所說已經超過資本額新臺幣30億元。劉坤億表示，桃園捷運公司原本預計2022年需借款金額達新臺幣15億元，截至2022年8月底實際借款金額新臺幣6.97億元，但考量疫情未減緩，預估2023年仍有可能持續虧損及借款；由於桃園國際機場捷運5成旅客、7成票箱營收來自出境入境旅客，交通部正在評估是否入股桃園捷運公司，目前很樂觀[14]。
- 2023年7月21日與 臺北捷運公司、新北捷運公司、臺中捷運公司及高雄捷運公司，全臺捷運公司共同成立「捷運聯盟(Metro Taiwan)」

## 組織架構
- 董事會
- 稽核室
- 董事長
- 總經理
- 副總經理

### 業務單位
- 運務處
  - 運務規劃及管理組
  - 行控中心
  - 票務中心
  - 站務中心
  - 車務中心
- 維修處 
  - 維修管理及規劃組
  - 車輛廠
  - 電機廠
  - 電子廠
  - 軌土廠
  - 數位發展中心
- 工安處
  - 系統安全組
  - 品質環保組
  - 勞安衛生組
- 企劃處 
  - 綜合規劃組
  - 績效管理組
  - 開發事業組
- 總務處 
  - 行政事務組
  - 供應中心
- 人力資源處 
  - 人力發展組
  - 人事管理組
- 財務處 
  - 財務管理組
  - 財產管理組
- 會計室 
  - 預算組
  - 帳務成本組
- 法務室
- 公共事務室

## 企業識別標誌
桃園捷運公司企業識別標誌以橢圓之主架構，環繞層次變化之圓弧，呈現律動與前進的速度感。右上方環繞紫色圓弧象徵天空，有飛航的意思。左下方環繞的藍色圓弧象徵地面，速度感和傾斜上鉤的線條形成捷運列車的意象。上、下圓弧將陸、空結合為一體，其內部結合三條延伸線形成英文字「T」，呈現飛機翱翔之姿，呼應國門之都，代表桃園捷運連結桃園航空城、與世界接軌。圖形內隱含3T意象，充分展現了桃園捷運建設目標：運輸（Transportation）、科技（Technology）、信賴（Trust）。
2015年12月，桃園捷運公司進行企業識別標誌優化：鮮明的色彩，強化科技感；字體傾斜17度為人體爬樓梯最有效率之角度，象徵安全、延伸與效率，代表企業穩健踏實一步步向上成長。

## 歷任董事長
| 任次 | 圖像 | 姓名   | 任期                          | 備註 |
| ---- | ---- | ------ | ----------------------------- | --- |
| 1    |      | 郭蔡文 | 2010年6月18日－2011年4月17日  | 土木工程事務官出身                                                                                                  |
| 2    |      | 李朝枝 | 2011年4月18日－2013年6月30日  | 政治幕僚出身 |
| 3    |      | 劉奕成 | 2013年9月17日－2014年3月27日  | 記者及銀行業出身 |
| 4    |      | 何煖軒 | 2014年12月25日－2016年6月23日 | 消防員及交通行政事務官出身                                                                                          |
| 5    |      | 劉坤億 | 2016年7月5日－2022年9月12日   | 公共行政學學者出身 任內完成通車 任期最長董事長 卸任後出版《直達美好：桃園機場捷運通車營運實錄》一書揭示桃捷通車歷程 |
| 6    |      | 李憲明 | 2022年9月13日－2023年1月31日  | 土木工程事務官出身 現任行政院打詐專責辦公室主任                                                                     |
| 7    |      | 沈志藏 | 2023年2月4日－迄今            | 臺北捷運公司人員出身                                                                                                |

## 產學合作
2018年1月9日與開南大學、清華高中簽定三方策略聯盟及產學合作意向書，用大手牽小手，共同建構多元教育網絡、長期培育國家軌道人才、強化競爭力。

## 觀光合作
| 國別     | 公司名稱     | 簽訂協議日期  | 參考          |
| -------- | ------------ | ------------- | ------------- |
| 日本     | 南海電氣鐵道 | 2017年4月24日 | [ 17 ] [ 18 ] |
| 中華民國 | 臺北捷運公司 | 2017年8月     | [ 19 ]        |
| 中華民國 | 易飛網       | 2018年2月5日  | [ 20 ]        |
| 日本     | 京成電鐵     | 2018年5月31日 | [ 21 ]        |
| 日本     | 阪神電氣鐵道 | 2019年1月21日 | [ 22 ]        |

## 外部連結
- 桃園大眾捷運股份有限公司 （页面存档备份，存于）（繁體中文）（英文）（日語）
- 桃園大眾捷運 Taoyuan Metro的Facebook專頁
- YouTube上的桃園大眾捷運頻道